# Onzijn
Een onzijn of elftal is een versvorm die in 1983 bedacht is door Drs. P voor het culturele radioprogramma Babel waar hij wekelijks een bijdrage over een van de gasten moest leveren. Hiervoor zocht hij een structuur die niet te lang was, noch te moeilijk, maar wel met présence en muzikaliteit. Uiteindelijk werd hierdoor het elftal geboren, dat later tot onzijn hernoemd is.
Het onzijn bestaat uit drie terzinen met tot slot een distichon, om zodoende tot 11 regels te komen. Het rijmschema is een schakelrijm, en wel abc-bcd-cda-ee.
Door de betrekkelijke eenvoud is het ook door andere dichters snel opgepakt als dichtvorm. Zo heeft Frank van Pamelen jarenlang wekelijks een politiek getint onzijn in Trouw gepubliceerd.

## Voorbeelden van bundels met onzijnen
- Drs. P Tientallen Elftallen (1985)
- Drs. P Dozijnen Onzijnen (1998)
- Drs. P Mijn reis met Dante door de hel (2003)
- Drs. P 3x3+2 (2006)